# ذا ليجند أوف زيلدا: إيكوز أوف وزدم
ذا ليجند أوف زيلدا: إيكوز أوف وِزدَم (أسطورة زيلدا: صدى الحكمة) هي لعبة مغامراتٍ وحركةٍ أطلقت في عام 2024، جمعت فيها نينتندو وغريزو التصميم التقني و السردي، على جهاز نينتندو سويتش، الذي يُعد منصةً رئسية لجماهير اللاعبين. تميزت اللعبة بارتقاء الأميرة زيلدا إلى دور البطولة كشخصية رئيسية قابلة للعب، كاسرة بذلك إرث الأدوار الثانوية، في تحولٍ جذري للسلسلة.
يتقلّد اللاعبون زمام التحكم بشخصية زيلدا في رحلةٍ جبّارة لإنقاذ لينك ومملكة هايرول، مستعينين بـصولجان الثلاثي (Tri Rod)، وهو أثرٌ سحري نفيس أهدته الجنية تراي، التي ترافق زيلدا وتشحذ عزيمتها في رحلتها الكبرى. وقد صُبغت اللعبة بطابعٍ بصري مستلهمٍ من إصدار عام 2019 ذا ليجند أوف زيلدا: استيقاظ لينك، التي صاغتها أنامل فريق غريزو لتصميم الجرافيكس، مما يُضفي على اللعبة رونقًا مألوفًا لعشاق السلسلة، ويُبرز صلتها بعمل سابقٍ محبب. ولتعزيز تجربة المغامرة، أُصدر كتاب "صدى الحكمة" كإضافةٍ تُبحر باللاعبين في تفاصيل القصة، وقد قوبل بترحاب النقاد لما يحويه من سرد وأفكار، ما جعله جزءًا لا يتجزأ من التجربة الكلية.

## تجربة اللعب
يتقلّد اللاعب دور الأميرة زيلدا، إذ تنطلق في مهمة ملحمية تُسخّر فيها قوة العصا السحرية الثلاثية، التي تمنحها القدرة على خلق "أصداء"، وهي تمثيلات سحرية تُحاكي ما حولها من الأشياء والوحوش، تُستخدم بمهارةٍ في رحلتها لتحقيق التوازن بين الحرية والحكمة. غير أن لهذه الأصداء حدودًا محسوبة تُشير إليها المثلثات اللامعة خلف الجنية تراي، إذ لكل صدى تكلفة تُثقل كاهل القوة وتحدّ من الإسراف في استخدامها، مما يدعو اللاعب إلى التخطيط الاستراتيجي والتأني في اتخاذ القرار. تمثل الأصداء قوة محدودة تُقيّد حرية اللاعب، حيث تُشير المثلثات اللامعة خلف الجنية تراي إلى عدد الأصداء المتاحة. هذا التصميم يدفع اللاعب إلى التفكير العميق قبل استدعاء الأصداء، مما يُبرز أهمية التخطيط الاستراتيجي، يكمن التحدي في تحقيق التوازن بين الحرية التفاعلية وإدارة الموارد. وفي خضم هذا العالم المتشابك، تُتقن زيلدا فن الرابطة، التي تمكّنها من شدّ الأشياء إلى بعضها البعض، فتدفعها للتحرك بتناغمٍ أو تتحرك معها بقوة الرابطة العكسية، مما يفتح أبواب الإبداع أمام اللاعب في مواجهة العقبات واكتشاف الحلول. إنَّها قدرة تحاكي نبض الحياة، إذ تجعل كل شيء حول زيلدا قابلًا للتفاعل بإحكامٍ ومهارة. لكن القوة لا تتوقف عند الأصداء وحدها، إذ يسطع بريقها حين تتجسد زيلدا في هيئة المقاتل بالسيف، لتتحول إلى شكلٍ يُحاكي شجاعة لينك، حيث تواجه الأعداء مباشرةً بقوةٍ تفيض عن السحر ذاته. بيد أن هذا الشكل المحارب محدودٌ بزمنٍ لا يطول، إذ لا يُستعاد إلا بجمع كرات الطاقة المتلألئة المبعثرة في أرجاء العالم، مما يضيف عنصر التشويق والتحدي، ويُبقي اللاعب على حافة الحماسة في سباقٍ ضد الزمن.
يمكن لزيلدا أن تسافر عبر طرقٍ شتى تمنحها الحرية في التحرك واستكشاف عالمها، سواء باستخدام الأصداء السحرية التي تُنشئ ممرات عابرة بضغطة زر "X" لتحديد الموقع وA لتأكيد النقل، أو من خلال نقاط السفر السريع (Waypoints) المنتشرة في الخريطة، مما يُتيح التنقل الفوري بين المواقع بشكلٍ سريع ومريح. أما إذا أراد اللاعب استكشاف التفاصيل الدقيقة، يمكنها السير على الأقدام، حيث تُتاح الفرصة لجمع الموارد والتفاعل مع البيئة، بينما ركوب الخيل يُضفي طابعًا ملحميًا على التنقل لمسافات بعيدة، حيث يمكن استدعاء الحصان بصافرة باستخدام زر "ZL" وامتطاءه بسهولة. على ظهر الحصان، يمكن للاعب اجتياز العوائق والهروب من الأعداء بلمسة من الإثارة. ولا يتوقف التحكم عند التنقل، بل تمتد التجربة إلى تبديل الملابس والمعدات عبر قائمة مرنة تُفتح بزر "+"، حيث يمكن اختيار العتاد المناسب لكل موقف بضغطة "A"، ما يُضفي على اللعبة طابعًا من التخصيص العميق. وعلاوةً على ذلك، تستطيع زيلدا جمع المكونات مثل الأعشاب والفواكه باستخدام زر "Y"، لتستخدمها لاحقًا في تحضير العصائر السحرية داخل القدور المنتشرة في العالم، مما يمنح اللاعب شعورًا بالإنجاز والتفاعل الإبداعي. هذا المزج بين التنقل السلس، والتخصيص المتقن، والتفاعل العميق يجعل من تجربة زيلدا مزيجًا من الحرية والإثارة، حيث تُدمج التقنية مع روح المغامرة في لعبة واسعة المعالم.

## القصة
تجري أحداث القصة في عالم هايرول وعالم جديد يُسمى العالم الساكن، وهو مكان غامض متصل بهايرول عبر شقوق زمنية، حيث يتجمد الزمن ويُحبس الناس والأشياء في حالة من السكون. تنقسم المغامرة إلى استكشاف هذا العالم الغامض وهزيمة الزعماء في كل زنزانة تقدمها اللعبة، ما يُبرز تصميمًا غامرًا مليئًا بالتحدي.
يشهد اللاعب ظهور العديد من سكان هايرول المألوفين مثل الجيرودو، وزورا النهر والمحيط، والغورون، وديكو سكربس، واليتي. كما يُقدم دامبي  إبداعًا جديدًا من خلال تصميم آلات تلقائية تعمل بآلية مشابهة لـ"الأصداء"، ما يُضيف عمقًا تقنيًا إلى التجربة.

### ملخص الحبكة
بينما يحاول لينك إنقاذ زيلدا من قبضة غانون، يسقط في شق زمني غامض يوصله إلى العالم الساكن، حيث يختفي هو وآخرون، من بينهم ملك هايرول ومستشاروه الجنرال رايت والوزير ليفت. عند عودتها إلى قلعة هايرول، تتعرض زيلدا للخيانة، حيث يتهمها مُنتحلو شخصيات الملك ومستشاريه بالتسبب في الشقوق الزمنية، ليتم سجنها في الزنزانات بانتظار إعدامها. بمساعدة الجنية تراي، تهرب زيلدا وتتلقى العصا الثلاثية، التي تُصبح سلاحها الرئيسي في رحلتها لإصلاح الشقوق وإنقاذ المحاصرين في العالم الساكن.
تواجه زيلدا خلال مغامرتها نسخة مزيفة من لينك وتُنقذ النسخة الحقيقية بعد مواجهة غانون في قلعة هايرول. لكن الحقيقة تتكشف بأن غانون كان مجرد دمية للشر البدائي نول، وهو كيان كان موجودًا قبل الخلق، يسعى لتدمير كل شيء وإعادة الكون إلى العدم.

### تصاعد القصة ومعركتها النهائية
تُكمل زيلدا مهمتها بإصلاح الشقوق المرتبطة بمزارات الإلهات الذهبية دين، ونايرو، وفارور، اللواتي يكشفن أن نول يسعى للحصول على الطاقة البدائية لتدمير الوجود. لكن الإلهات منحن زيلدا ولينك أجزاءً من القوة الثلاثية (Triforce) لمواجهة هذا الشر.
يحاول نول استخدام صدى لنسخة مزيفة من زيلدا للاستيلاء على قطعة القوة الثلاثية الخاصة بلينك. تنجح زيلدا في هزيمة صدى نفسها، لكن نول يحصل على القطعة ويخلق شقوقًا ضخمة تمتد عبر هايرول. في المعركة النهائية، تُحرر زيلدا لينك، ويتحد الاثنان لتدمير نول بالكامل. بفضل أمنية تمنحها القوة الثلاثية المكتملة، تُصلح الجنيات الشقوق وتعود إلى الإلهات، بينما تتحد زيلدا مع الملك، مُعلنةً نهاية الشر واستعادة السلام في هايرول.

## تطوير
بدأ تطوير أصداء الحكمة بعد أن فرغت الأيدي من إعادة صنع لعبة استيقاظ لينك، حيث كان الهدف الأصلي تصميم لعبة زيلدا جديدة بتقنية 2D ذات منظور علوي لجهاز سويتش، تستند فكرتها الأولى إلى توسيع نظام محرر الزنزانات المستخدم في النسخة المجددة. ولكن، ومع تطور الأفكار واتساع الرؤية، تحولت اللعبة إلى مشروع مستقل يحمل طابعًا خاصًا.
تبلورت البداية كخطوة طبيعية لتوسيع نطاق الأفكار المستخدمة في النسخة المجددة من لعبة استيقاظ لينك، التي حظيت بإشادة كبيرة لتصميمها الإبداعي ونظام محرر الزنزانات. كانت الخطة الأصلية تعتمد على تحسين هذا النظام وتقديم تجربة فريدة عبر جهاز سويتش، مستهدفة اللاعبين الذين يعشقون ألعاب المنظور العلوي الكلاسيكية. لكن مع مرور الوقت، اتضح أن القيود الأصلية لن تكون كافية لتحقيق الرؤية الأكبر، إذ ظهرت أفكار أوسع طموحًا، مثل تقديم عناصر جديدة في السرد ونظام لعب فريد، مما دفع الفريق إلى إعادة صياغة المشروع ليصبح عنوانًا مستقلًا بالكامل، يحمل هوية خاصة ومميزة عن السلسلة الأصلية.
اجتمع على هذا العمل الإبداعي ساتوشي تيرادا، مخرج شركة غريزو، وتومومي سانّو، مخرج نينتندو، تحت إشراف المنتج المخضرم إيجي أونوما، ليُقدّموا ابتكارات جديدة لم تشهدها السلسلة من قبل، مثل نظام الأصداء الفريد الذي يُتيح للاعب استدعاء تمثيلات سحرية تحاكي البيئة والأعداء، بجانب اتخاذ الأميرة زيلدا دور البطولة، متفردةً عن لينك لأول مرة في تاريخ السلسلة.
قامت شركة غريزو، بقيادة المخرج ساتوشي تيرادا، بإحضار خبرتها الطويلة في تصميم الألعاب ذات الرسوم المحببة والمنظور العلوي، بينما أضاف تومومي سانّو من نينتندو لمسة إبداعية من خلال توجيه المشروع نحو تصميم أكثر تفاعلية. تحت قيادة إيجي أونوما، الذي لطالما ارتبط اسمه بالإبداع المستمر في سلسلة زيلدا، أُدخلت تغييرات جذرية قلبت الموازين، أبرزها تقديم نظام الأصداء، الذي يُتيح للاعبين خلق تمثيلات سحرية متعددة الاستخدامات.
لكن التغيير الأكثر جرأة كان جعل الأميرة زيلدا بطلة القصة، وهي خطوة أعطت السلسلة بُعدًا جديدًا غير مسبوق. هذا التغيير لم يكن مجرد تبديل للشخصيات، بل تحولًا في طريقة السرد وأسلوب اللعب، إذ أن وجود زيلدا كبطلة رئيسية خلق فرصة لاستكشاف جوانب لم تُعرض من قبل عن شخصيتها، مضيفة عمقًا جديدًا للقصة وتجربة اللعب، مما جعل هذا الإصدار محطة تحول هامة في تاريخ السلسلة.
واجهت شركة غريزو، بقيادة المخرج ساتوشي تيرادا، تحديات كبيرة في تطوير نظام الأصداء، إذ أعرب فريق التطوير عن قلقه بشأن تحقيق التوازن المثالي لهذا العنصر الجديد. تمثلت المشكلة الرئيسية في أن الأصداء قد تكون إما ضعيفة للغاية، مما يجعلها غير مجدية للاعبين، أو قوية للغاية، مما قد يؤدي إلى كسر توازن اللعب. إضافةً إلى ذلك، كان لا بد من تصميم النظام بحيث يعمل بانسجام مع كلٍ من المنظور العلوي (Top-Down View) والمنظور الجانبي (Side View)، مما زاد من تعقيد المهمة.
من جانبه، أعرب إيجي أونوما، المنتج المخضرم لسلسلة زيلدا، عن رغبته في إدخال إبداع جديد وابتكارٍ فريد للسلسلة، مشيرًا إلى أن لعبة Link’s Awakening لعام 2019 حققت نجاحًا في الجمع بين أساليب اللعب المختلفة بطريقة مبتكرة. هذا النجاح ألهمه لتوسيع هذه الرؤية في لعبة أصداء الحكمة، مع تحسين عناصر السرد والتفاعل.
طلب أونوما من فريق غريزو التعاون مع Nintendo EPD Group No.3، وهي وحدة تطوير تابعة لنينتندو، للعمل على هذا المشروع. كان هذا التعاون مميزًا، لأنه المرة الأولى التي تعمل فيها غريزو على تطوير لعبة زيلدا أصلية بدلًا من إعادة إنتاج.
تم تصميم اللعبة بأسلوب فني مشابه للطبعة الجديدة من ذا ليجند أوف زيلدا: استيقاظ لينك لعام 2019، حيث استخدمت رسومات ذات طابع مميز يمزج بين الجمالية الحديثة والبساطة الكلاسيكية.
أصداء الحكمة تُعد أول لعبة رئيسية في سلسلة Zelda تكون فيها الأميرة زيلدا هي الشخصية الرئيسية القابلة للعب. ورغم أن زيلدا كانت قابلة للعب في ألعاب سابقة، إلا أن تلك الألعاب كانت إما من تطوير شركات خارجية مثل لينك: ذا فيسس أوف إيفل وزيلدا: ذا واند أوف غاملون (1993) زيلداز أدفنشرز (1996) على جهاز فيليبس سي دي-آي، أو في ألعاب فرعية مثل هايرول واريرز (2014) وCadence of Hyrule (2019) . وفقًا لتصريحات المنتج إيجي أونوما، كان من المقرر في البداية أن يكون لينك هو بطل الرواية في اللعبة. ومع ذلك، أعرب أونوما عن قلقه من أن اللاعبين قد يتجاهلون نظام الأصداء الجديد، مفضلين استخدام الأسلحة التقليدية، وهو ما قد يُضعف التركيز على الميكانيكيات الفريدة التي أراد الفريق تقديمها.
كان اختيار الأميرة زيلدا كبطلة رئيسية بمثابة خطوة ذكية ومبررة، حيث عززت منطق استخدام الأصداء السحرية ضمن القصة، ووفرت تجربة لعب جديدة تختلف عن السلسلة التقليدية. بالإضافة إلى ذلك، تلبيةً لطلبات طويلة الأمد من المعجبين الذين رغبوا في أن تلعب زيلدا دورًا أكثر بروزًا، قدّمت هذه الخطوة فرصة لإبراز شخصيتها بعمق أكبر من ذي قبل، مما أضاف بُعدًا جديدًا للسرد وأثرى التجربة الكلية للعبة.
تم الإعلان عن لعبة ذا ليجند أوف زيلدا: إيكوز أوف وِزدَم خلال نينتندو دايركت في يونيو 2024؛ وتم إصدارها في 26 سبتمبر 2024.

## الاستقبال
| استقبال |        |
| --- | ------ |
| مجموع النقاط المجموع نقاط ميتاكريتيك 85/100 [ 19 ] نتائج المراجعة نشرة نقاط يورو غيمر 4/5 [ 20 ] غيم سبوت 9/10 [ 21 ] غيمز رادار 4/5 [ 22 ] آي جي إن 9/10 [ 23 ] نينتندو لايف 9/10 [ 24 ] شاك نيوز 10/10 [ 25 ] |        |
| مجموع النقاط |        |
| المجموع | نقاط   |
| ميتاكريتيك | 85/100 |
| نتائج المراجعة |        |
| نشرة | نقاط   |
| يورو غيمر | 4/5    |
| غيم سبوت | 9/10   |
| غيمز رادار | 4/5    |
| آي جي إن | 9/10   |
| نينتندو لايف | 9/10   |
| شاك نيوز | 10/10  |

ذا ليجند أوف زيلدا: أصداء الحكمة حظيت بتقييمات إيجابية "عمومًا" من النقاد، وفقًا لموقع ميتاكريتيك، حيث أظهرت النتائج رضا واسعًا عن اللعبة. كما أوصى 92% من النقاد بلعبها، بحسب موقع أوبن كريتك، مما يعكس مدى تأثير اللعبة على جمهور النقاد واللاعبين .

### الثناء: الحرية والإبداع
أشاد معظم النقاد بشعور الحرية الذي توفره اللعبة للاعبين، حيث أتاحت لهم الاستكشاف والإبداع في استخدام الأصداء السحرية، مما أضاف عمقًا فريدًا لتجربة اللعب. هذا النهج عزز شعور اللاعب بالانغماس والقدرة على التفاعل مع العالم بطرق متعددة، ما جعل اللعبة تُحقق توازنًا بين السرد المفتوح والتحدي الإبداعي.

### الانتقادات: الأداء والقوائم
رغم الإشادة الواسعة، وُجهت بعض الانتقادات إلى أداء اللعبة التقني، حيث أشار النقاد إلى تفاوت معدل الإطارات أثناء اللعب على جهاز نينتندو سويتش، مما أثر على سلاسة التجربة في بعض الأحيان.
كما تركزت الانتقادات الأخرى على نظام القوائم الخاص باختيار الأصداء أثناء اللعب، حيث يتطلب النظام تمريرًا أفقيًا عبر صف طويل من الأيقونات للوصول إلى الصدى المطلوب، وهو ما أثار إحباط بعض اللاعبين بسبب تعقيد العملية، خاصة مع وجود 127 صدى متاحًا للاختيار.

### رؤية المطورين: فلسفة الاختيار
ردًا على هذه الانتقادات، أوضح المخرج ساتوشي تيرادا أن تصميم القائمة كان يهدف إلى تشجيع اللاعبين على التجربة والاستكشاف، حيث يجعلهم هذا النظام يتصفحون الأصداء ويكتشفون قدراتها المختلفة، حتى "يقعوا على أصداء قد لا يكونون لاحظوها مسبقًا". رغبة في دفع اللاعبين إلى تغيير اختياراتهم بدلًا من التمسك بأساليب ثابتة.

### مبيعات
في اليابان، باعت لعبة ذا ليجند أوف زيلدا: إيكوز أوف وِزدَم 200,121 نسخة مادية خلال الأسبوع الأول من إصدارها، مما يجعلها اللعبة الأكثر مبيعًا في متاجر التجزئة في هذا البلد خلال ذلك الأسبوع. بحلول نوفمبر 2024، باعت اللعبة 2.58 مليون نسخة حول العالم.

### الأوسمة
حصدت ذا ليجند أوف زيلدا: صدى الحكمة إشادة واسعة وترشيحات بارزة، إذ رُشحت لجائزة لعبة العام على أجهزة الكونسول في Golden Joystick Awards لعام 2024، ونافست بقوة على ألقاب أفضل لعبة أكشن/مغامرات وأفضل لعبة عائلية في The Game Awards، مما يعكس تميز تصميمها الذي جذب اللاعبين من كافة الأعمار. ولم تقف عند حدود الترشيحات، بل انتزعت لقب أفضل لعبة لجهاز نينتندو سويتش من UCG Game Awards.